# Salustiano de Jerusalém
Salustiano de Jerusalém foi o patriarca de Jerusalém entre 486 e 493. Salustiano foi envolvido numa discussão entre os monges que viviam sob o guia São Savas. Os monges revoltosos fizeram acusações contra o santo que Salustiano considerou falsas, porém o patriarca entendeu que a comunidade onde Savas vivia não poderia permanecer sem um padre e convenceu-o a aceitar a ordenação em 491. Além disso, Salustiano fez de Savas o exarca de todos os monges da Palestina que viviam isolados em suas celas. Quando Salustiano morreu, os monges foram reclamar com Elias I, seu sucessor, novamente sem sucesso.
Ele era um opositor do monofisismo e lutou contra os monges que fizeram dos mosteiros da Palestina a sua base de operações.